# Diradops rabida
Diradops rabida là một loài tò vò trong họ Ichneumonidae.